# Luis Wildpanner
Luis Wildpanner (né le 23 décembre 1960 à Feldkirchen en Carinthie, Autriche) est un ultra-triathlète autrichien.  Il exerce comme instructeur sportif à l'École des sous-officiers de l'infanterie autrichienne (Heeresunteroffiziersakademie). Il détient le record du monde du triple ultra-triathlon (11,4 km de natation, 540 km de cyclisme, 126,6 km de course à pied) avec 31 h 47 min 54 s réalisées au Triple-Ultra-Triathlon Lensahn en 2003 et a été plusieurs fois champion du monde sur les distances double et triples de celles de l'Ironman.

## Titres

### Championnat du monde
- 2002 : Double ultra-triathlon (Lévis)[4]
- 2003 : Triple ultra-triathlon (Lensahn)[5]
- 2005 : Double ultra-triathlon (Panevėžys)[6]
- 2006 : Triple ultra-triathlon  (Moosburg)[7]
- 2006 : Double ultra-triathlon (Ibarra)[8]

### Championnat d'Europe
- 2005 : Double ultra-triathlon (Moosburg)[9]
- 2004 : Double ultra-triathlon (Neulengbach)[4]
- 2002 : Double ultra-triathlon(Neulengbach)[4]

## Sources
1. ↑  (de) Biografie sur le site personnel de l'athlète
2. ↑  (de) Luis Wildpanner — Ein harter Panzer mit weichem Kämpferherz sur le site ÖO Nachrichten
3. ↑  (en) World Record sur le site de l'Union internationale d'ultra-triathlon
4. 1 2 3  (de) Willkommen auf der offiziellen Homepage von Luis Wildpanner, page personnelle de l'athlète
5. ↑  (de) WM-Titel und Fabelweltrekord für Luis Wildpanner sur le site de l'infanterie autrichienne
6. ↑  (de) Luis Wildpanner hats geschafft : Er ist Weltmeister sur le site tri2b.com
7. ↑  (de) Triple Ultra: Luis Wildpanner schafft Titelverteidigung sur le site tri2b.com
8. ↑  (de) Ein Ironman ist zu wenig, Kleine Zeitung du 10 octobre 2006 (copie)
9. ↑  (de) Feldkirchner Monatsmagazin d'août 2005 (copie)